# Esős évszak
Az esős évszak vagy nedves évszak kifejezést általában a trópusi éghajlat időjárására használják. A trópusokon az időjárást befolyásoló fő tényező a trópusi esőöv, ami az év folyamán észak–déli irányban oszcillál.
A trópusi esőöv a déli féltekén található októbertől márciusig, ezalatt az déli féltekén esős évszak van, ilyenkor a csapadék igen gyakori. Általában a napok forrón és napsütéssel kezdődnek, majd a páratartalom egyre nő a nap folyamán, és délután vagy este viharosan, felhőszakadás formájában zúdul le a csapadék. Áprilistól szeptemberig az esőöv az északi féltekén található, ilyenkor az északi trópusokon van esős évszak.
Az esőöv északon durván a Ráktérítőig kúszik fel, délen pedig egészen a Baktérítőig. Ezeken a földrajzi szélességeken évente egy esős, és egy száraz évszak van. Az Egyenlítő környékén, két esős és két száraz évszak fordul elő évente, mivel az esőöv kétszer halad át a területen, egyszer északi, egyszer déli irányban. A trópusok és az Egyenlítő között egyes helyeken egy rövidebb és egy hosszabb esős évszak is előfordulhat. A klímát természetesen a helyi földrajzi viszonyok is jelentősen megváltoztathatják.